# Alfonso de la Cerda

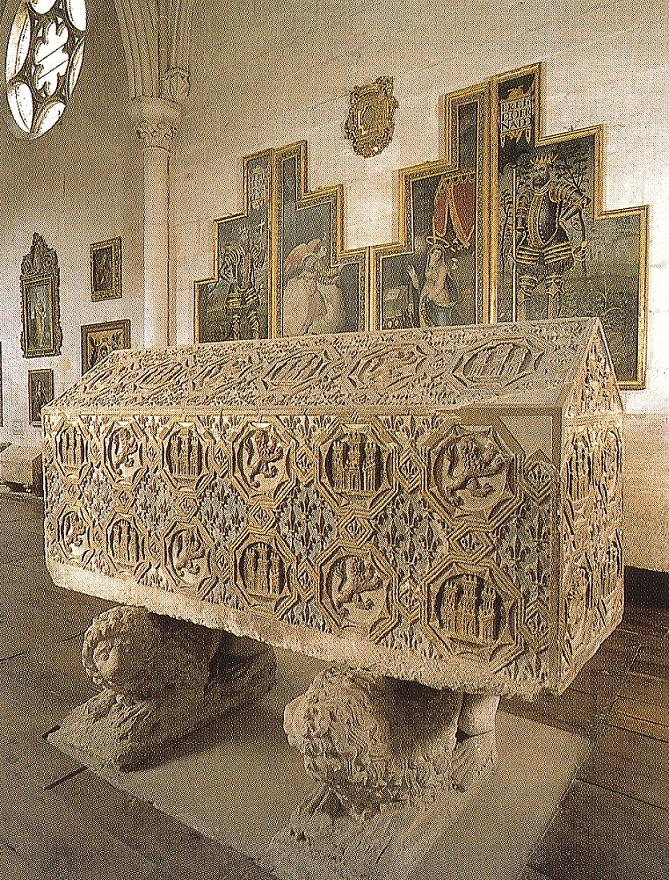
Sarkophag Alfonso de la Cerdas im Kloster Las Huelgas

Alfonso de la Cerda de Castilla, genannt der Enterbte (el Desheredado, * nach 1270; † kurz nach dem 23. Dezember 1334 in Piedrahíta (Ávila)) ist ein übergangener kastilischer Thronerbe und einer der zahlreichen Enkel des französischen Königs Ludwig IX.

## Leben
Alfonso de la Cerda ist der älteste Sohn des kastilischen Kronprinzen Fernando de la Cerda († 1275), der vor seinem Vater Alfons X. starb, und Blanche von Frankreich, der Tochter Ludwigs IX. Nach dem Tod seines Großvaters 1284, wurde er in der Erbfolge übergangen, Nachfolger wurde sein Onkel Sancho IV. 1284 bis 1304 beanspruchte er für sich den Titel eines Königs von Kastilien.
Bereits nach dem Tod seines Vaters war er – gemeinsam mit seinem jüngeren Bruder Fernando – von seiner Großmutter mütterlicherseits, der Königin Violante, nach Aragón gebracht und dem Schutz des Königs Peter III., Violantes Bruder, unterstellt worden. Die nächsten 13 Jahre verbrachten die Brüder in der Festung von Xàtiva, während in Kastilien Sancho IV. die Macht übernahm.
Dennoch wurde er mit der ältesten Tochter Sanchos, Isabella von Kastilien (1283–1328) verlobt. Die Verlobung wurde allerdings gelöst, Isabella heiratete 1291 Jakob II. von Aragón, den Sohn Peters III., weswegen Alfonso wohl den Schutz Aragóns verlor und die Iberische Halbinsel verließ.
Er selbst heiratete um 1290 bzw. nach 1294 in Frankreich Mathilde (Mafalda), deren Herkunft umstritten ist Zum einen wird sie als Mafalda de Narbonne, Dame de Lunel, Tochter von Aimeric IV., Vicomte de Narbonne, und Sibylle de Foix gesehen, zum anderen als Mathilde de Brienne, Tochter von Graf Johann II. von Eu und Béatrix de Châtillon. Ihre Kinder waren:
- Alfonso de la Cerda, genannt Alphonse d’Espagne (* wohl 1289 in Frankreich[1] bzw. um 1310[2]; † 15. April 1327 Gentilly bei Paris), Erzdiakon von Paris, trat zurück, Seigneur de Lunel, Gouverneur des Languedoc; ⚭ um 1325 Isabelle d’Antoing, Burggräfin von Gent, Dame de Zottegem, d’Antoing et de Houdain († 6. Dezember 1364), Tochter von Hugues V. d’Antoing und Marie, Burggräfin von Gent, Witwe von Heinrich II. von Löwen, sie heiratete in dritter Ehe am 16./17. Juli 1327 Jean II., Vizegraf von Melun, Seigneur de Tancarville, † 1359; ihr Sohn ist Charles de la Cerda, Graf von Angoulême und Connétable von Frankreich
- Henri de la Cerda (* wohl 1290 in Frankreich[1][5]; † 4. März wohl 1329), wohl 1324 Erzdiakon von Paris als Nachfolger seines Bruders
- Luis de la Cerda (* wohl 1290 in Frankreich[1] bzw. nach 1396[2]; † 5. Juli 1348 in Lamotte-du-Rhône), Prinz der Kanarischen Inseln, Graf von Clermont und Talmont, Admiral von Frankreich; ⚭ (1) 1306 Leonór de Guzmán, testiert 24. April 1341, Tochter von Alfonso Pérez de Guzmán, Señor de Medina-Sidonia, und Maria Coronel; ⚭ (2) 11. März 1346 Guyotte d’Uzès, † nach 1399, Tochter von Robert I., Vicomte d’Uzès, sie heiratete in zweiter Ehe am 5. April 1351 Aymar de Poitiers, Sire de Chalençon
- Margarita de la Cerda (* wohl 1293[1] bzw. nach 1300[2]; † 1330); ⚭ vor November 1315 Infante Don Felipe de Castilla y León (* 28. Mai 1292 Sevilla; † April[1] bzw. Juni[2] 1327 Madrid)
- Juan Alfonso de la Cerda (* wohl 1295 in Frankreich[1] bzw. nach 1304[2]; † 7. August 1347[1] bzw. vor 7. Juli 1347[2]; ⚭ (1) wohl 1310[1] bzw. nach 1320[2] Dona Maria Afonso de Portugal, uneheliche Tochter von König Dionysius und Maria Gómez; ⚭ (2) 24. Mai 1340 Gibraleón Maria Fernández de Luna, † nach 1347, Tochter von Artal de Luna, Ricohombre de Aragón, und Constanza de Aragón, Señora de Segorbe, Witwe von Juan Alfonso de Haro, Señor de Cameros
- Maria de la Cerda (* 1305 in Spanien; † vor 19. Mai 1354), Señora de Villafranca de Valcarcel; ⚭ wohl 1330[1] bzw. nach 1330[2] Alfonso Meléndez de Guzmán, † 1342 Gibraltar
- Inés de la Cerda (* wohl 1307 in Spanien; † kurz nach 24. Oktober 1362), Señora de Bembibre; ⚭ wohl 1325 Fernando Rodriguez de Villalobos, Señor de Villalobos y Autillon, † 1349, Sohn von Rodrigo de Villalobos.

1326 ernannte ihn König Karl der Schöne zum Gouverneur von Guyenne; sein Nachfolger war im Jahr 1330 Charles de Valois, Comte d’Alençon.